# Dansk Cricket Forbund
Dansk Cricket-Forbund er cricketens officielle specialforbund i Danmark. Forbundet blev stiftet ved et møde i Odense i 1953, hvor 31 klubber var repræsenteret. Cricket i Danmark havde fra 1889 og frem til Dansk Cricket-Forbund blev stiftet været organiseret under Dansk Boldspil-Union.
I 1954 havde forbundet 1.972 medlemmer i 42 klubber, i 2011 var medlemstallet cirka 2.300 fordelt på 36 klubber.
Det var KBU-formand, Kurt Nielsen fra Boldklubben Frem, som var den store foregangsmand for at få cricketsporten skilt ud fra fodbold, så cricketsporten fik sit eget forbund under Danmarks Idræts-Forbund.
I 1954 indførte Dansk Cricket-Forbund en landsdækkende Danmarksturnering. Den er blevet stærkt domineret af de to klubber Svanholm Cricketklub (24 mesterskaber) og Aalborg Boldspilklub (16 mesterskaber), som til sammen har vundet 40 mesterskaber.
Samme år spillede Danmark sin første landskamp mod et engelsk hold fra Oxford. Året efter, i 1955, spillede Danmark uafgjort i den første rigtige landskamp mod Holland i Haag.
Dansk Cricket-Forbunds Pokalturnering blev indført i 1964, hvor B.1909 vandt finalen over Horsens Cricket Club.

## Dansk Cricket-Forbunds formænd
- Kurt Nielsen
- Leo Clasen
- Erling Froulund
- Ove Dalsgaard
- Lars Kruse
- Jørgen Holmen
- Claus B. S. Hansen
- Thomas Kentorp
- Umair Butt